# 6891 Triconia
6891 Triconia è un asteroide della fascia principale. Scoperto nel 1976, presenta un'orbita caratterizzata da un semiasse maggiore pari a 2,6846358 UA e da un'eccentricità di 0,0638682, inclinata di 5,97556° rispetto all'eclittica.